# احمد پورمخبر
احمد پورمخبر (زادهٔ ۱۴ تیر ۱۳۱۹ – درگذشتهٔ ۳۰ تیر ۱۳۹۹) بازیگر سینما و تلویزیون ایران بود.

## حرفه
وی اولین بار در سال ۱۳۷۵ و در چند سکانس کوتاه برای مجید مجیدی و در فیلم بچه‌های آسمان جلوی دوربین رفت، اما وی از دو سریال متهم گریخت (رمضان ۸۴) و ترش و شیرین (نوروز ۸۶) به کارگردانی رضا عطاران به شهرت رسید.

## درگذشت

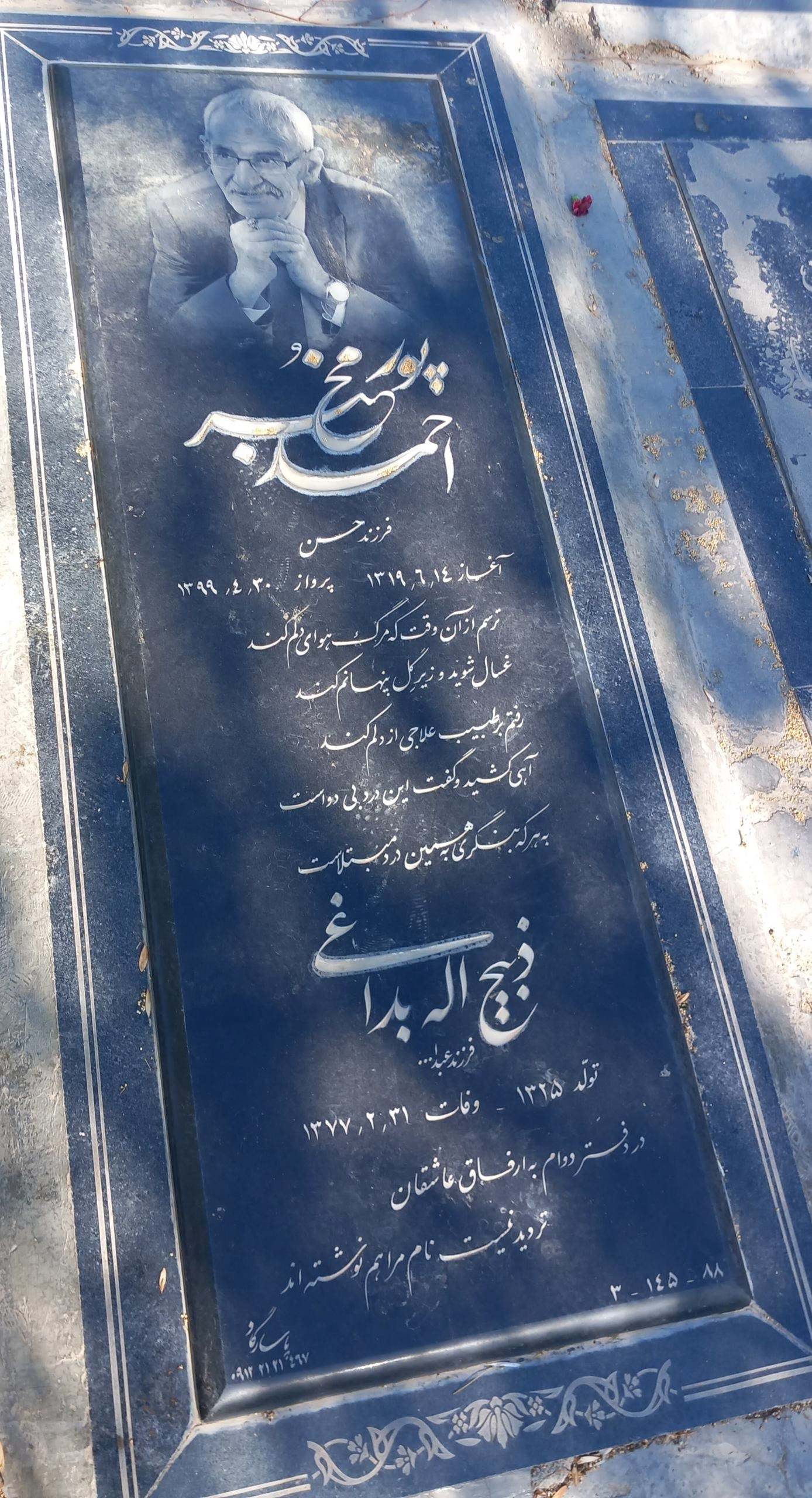
احمد پورمخبر

احمد پورمخبر که مدتی به بیماری آلزایمر مبتلا شده بود، ۳۰ تیر ۱۳۹۹ بر اثر سکته مغزی، در سن ۸۰ سالگی در کرج درگذشت. پیکر او روز ۳۱ تیر ۱۳۹۹ در سکوت خبری، به دلیل رعایت مسائل بهداشتیِ شیوع بیماری کرونا، در قطعه هنرمندان بهشت زهرای تهران به خاک سپرده شد.

## کارنامه هنری

### سینما و ویدیو
| سال  | عنوان                    | کارگردان                     | توضیحات |
| ---- | ------------------------ | ---------------------------- | ------- |
| ۱۳۹۱ | گدایان تهران             | عباس خواجه وند               |         |
| ۱۳۹۰ | کباب غاز                 | صالح دلدم                    |         |
| ۱۳۸۹ | لیموترش                  | سید جواد رضویان              |         |
| ۱۳۸۹ | اخراجی‌ها ۳               | مسعود ده نمکی                |         |
| ۱۳۸۹ | داماد خجالتی             | آرش معیریان                  |         |
| ۱۳۸۹ | دردسر بزرگ               | مهدی گلستانه                 |         |
| ۱۳۸۹ | فوتبالی‌ها                | عباس خواجه وند               |         |
| ۱۳۸۹ | کنسرت روی آب             | جهانگیر جهانگیری             |         |
| ۱۳۸۹ | دامادی به نام صفر        | فرشاد ارج                    |         |
| ۱۳۸۹ | کار کاذب                 | مهرداد محتشمی                |         |
| ۱۳۸۸ | فراری                    | سعید عالم زاده               |         |
| ۱۳۸۸ | سلام بر عشق              | اصغر نعیمی                   |         |
| ۱۳۸۸ | دلقک‌ها                   | عباس مرادیان                 |         |
| ۱۳۸۸ | به روح پدرم بابای اجباری | سید جواد رضویان عباس مرادیان |         |
| ۱۳۸۸ | شیر و عسل                | آرش معیریان                  |         |
| ۱۳۸۸ | یک جیب پرپول             | قدرت‌الله صلح میرزایی         |         |
| ۱۳۸۷ | دلداده                   | قدرت‌الله صلح میرزایی         |         |
| ۱۳۸۷ | ده رقمی                  | همایون اسعدیان               |         |
| ۱۳۸۷ | زندگی شیرین              | قدرت‌الله صلح میرزایی         |         |
| ۱۳۸۷ | کیش و مات                | جمشید حیدری                  |         |
| ۱۳۸۶ | تلافی                    | سعید اسدی                    |         |
| ۱۳۸۶ | توفیق اجباری             | محمدحسین لطیفی               |         |
| ۱۳۸۶ | خروس جنگی                | سید مسعود اطیابی             |         |
| ۱۳۸۶ | دایناسور                 | پرویز شیخ طادی               |         |
| ۱۳۸۶ | زن‌ها فرشته‌اند            | شهرام شاه حسینی              |         |
| ۱۳۸۸ | طلاق به سبک ایرانی       | فرید کلهر                    |         |
| ۱۳۷۵ | بچه‌های آسمان             | مجید مجیدی                   |         |

### مجموعه‌های تلویزیون
| سال  | عنوان       | کارگردان      | توضیحات    |
| ---- | ----------- | ------------- | ---------- |
| ۱۳۹۵ | همسایه‌ها    | مهران غفوریان |            |
| ۱۳۹۰ | راه در رو   | سعید آقاخانی  | نوروز ۹۰   |
| ۱۳۸۷ | بزنگاه      | رضا عطاران    | رمضان ۱۳۸۷ |
| ۱۳۸۶ | ترش و شیرین | رضا عطاران    | نوروز ۱۳۸۶ |
| ۱۳۸۴ | متهم گریخت  | رضا عطاران    | رمضان ۱۳۸۴ |

## جوایز
- نامزد جایزه بهترین بازیگر مرد برای بازی در ترش و شیرین - یازدهمین جشنواره حافظ